# Skeliwka (obwód lwowski)
Skeliwka (ukr. Скелівка, Skeliwka; do 1946 roku Felsztyn, Фельштин) – wieś na Ukrainie, w obwodzie lwowskim, w rejonie samborskim (wcześniej w rejonie starosamborskim). W 2018 roku liczyła ok. 1 tys. mieszkańców.

## Położenie

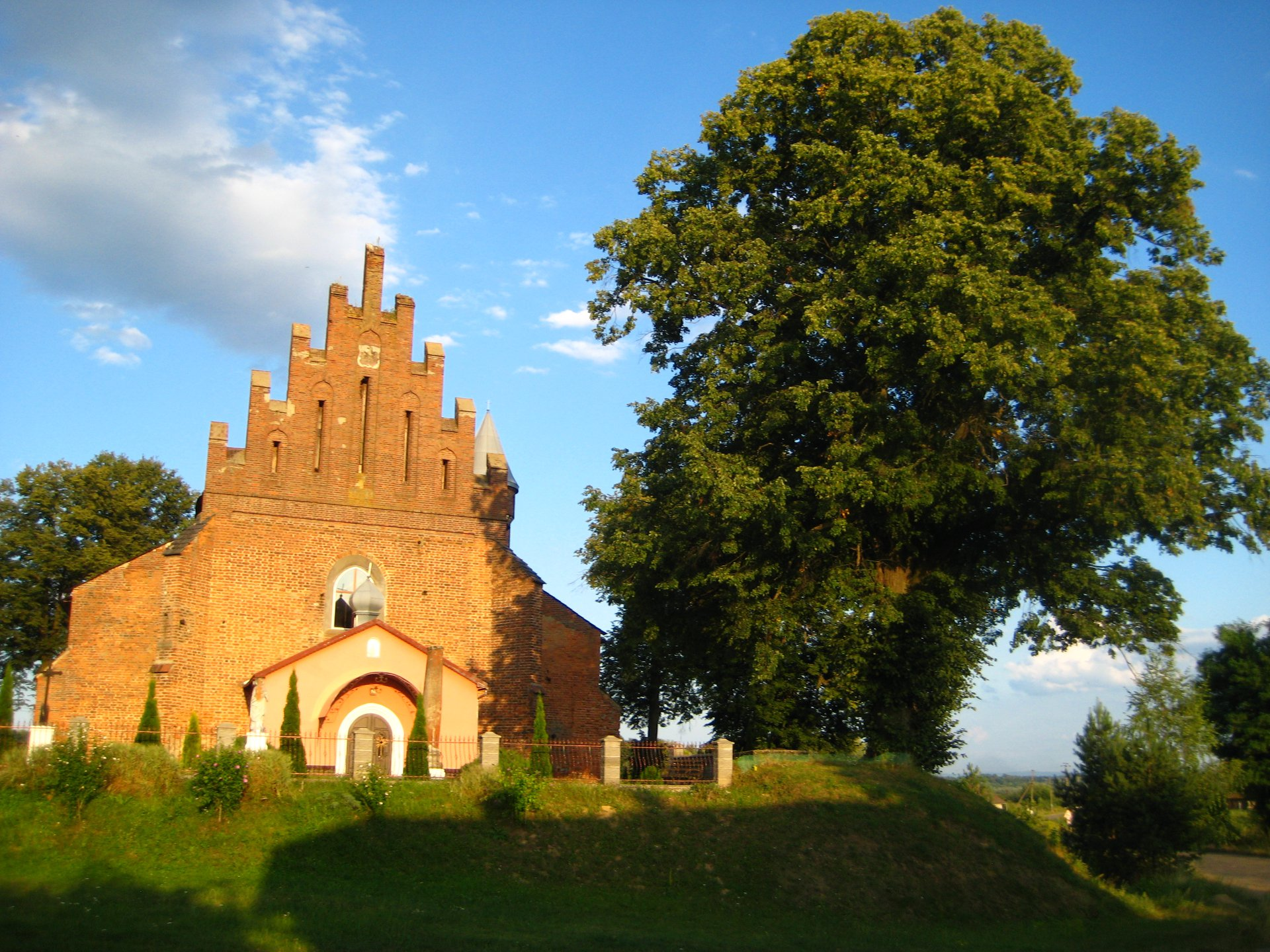
Gotycki kościół w Felsztynie

Wieś położona jest ok. 2 km od Starego Sambora i ok. 20 km od przejścia granicznego w Krościenku. Leży w dolinie Strwiąża, u podnóża wyniesienia Węgrzeliska 375 m n.p.m. Felsztyn położony był przy dawnym szlaku handlowym do Sambora i Lwowa. W 1417 roku przez Felsztyn do Lwowa podróżował król Władysław Jagiełło. Dojazd do wsi z Polski poprzez drogowe przejście graniczne w Krościenku.

## Historia
Dawniejsze nazwy: Fulsztyn, Folsteyn, Felstin, Fullensteyn, Fulsthine, Fulstin (1593). Pochodzenia nazwy miejscowości wywodzi się od rodowej siedziby Herburtów na Morawach, twierdzy Fulsztyn. Miejscowość ta istnieje do dziś, położona jest nad rzeką Osobłogą i jest zwana Bohušov (Füllstein, część wsi Bohušov).
Herburtowie to niemiecki ród rycerski z osady Fülme w pobliżu miejscowości Rinteln. W tym miejscu należy dodać, że już wcześniej, bo w roku 1253 razem z księciem Władysławem opolskim wyruszył na wyprawę na Ruś Halicką przeciw księciu Danielowi Halickiemu założyciel Fulsztajnu na Morawach, Herbort z Fulmu.
Pierwsza wzmianka o Felsztynie pochodzi z roku 1374. Z XIV w. pochodzą pierwsze wzmianki o Żydach osiedlających się w mieście. Po roku 1370 doszło do podziału rodziny Herburtów na dwie linie – pierwsza pozostała nadal na Śląsku w Sośnicowicach i Fulsztajnie, natomiast druga po powrocie ziemi sanockiej (województwo ruskie) do Korony 1340 otrzymała liczne nadania i przywileje od Władysława Opolczyka nad Sanem, Wiarem i Strwiążem. Miasto zostało lokowane na prawie magdeburskim w roku 1380. Herburtowie dbali o miasto i jego rozwój, do połowy XVI wieku ściągali ze Śląska i Moraw licznych osadników o różnych specjalnościach, tkaczy, murarzy, ogrodników itd. Kolejne przywileje dla miasta potwierdzali następnie królowie Polski – Kazimierz IV Jagiellończyk (1488) oraz Zygmunt August (1551).
Po Herburtach właścicielami Felsztyna był ród Danillewiczów (1641). W Felsztynie na początku XVI w. urodził się Jan Herburt, kasztelan sanocki oraz starosta przemyski, autor wielu dzieł o tematyce dyplomatycznej oraz Sebastian Herburt autor wielu utworów muzycznych, pierwszy nauczyciel muzyki na Uniwersytecie Jagiellońskim. W kościele parafialnym pw. św. Marcina Biskupa (obecnie cerkiew) spoczywają zwłoki Walentego Herburta, biskupa przemyskiego, posła Zygmunta Augusta na sobór trydencki w roku 1572, znajduje się tu również płyta nagrobkowa chorążyny Herburtowej z roku 1495 oraz pomniki Jana Herburta z żoną oraz ich syna Krzysztofa Herburta zm. w 1558. Felsztyn uzyskał prawo składu w 1641 roku. W roku 1649 podczas nawały kozackiej zamek został zniszczony. Na początku XVIII wieku dochody miastu przynosiły kotły piwne i gorzałczane, których było w Felsztynie trzy.
Do 1772 województwo ruskie, ziemia przemyska, powiat przemyski. W okresie zaborów miasto należało do austriackiego powiatu staromiejskiego i było położone na granicy dawnego powiatu samborskiego. W mieście znajdowały się parafie greckokatolicka oraz rzymskokatolicka oraz drewniana synagoga. Od 1872 przez Felsztyn przebiega linia Kolei Dniestrzańskiej. W 1880 r. Felsztyn liczył 1154 mieszkańców z czego 590 Żydów, a w 1900 r. 1326 z czego 690 Żydów. Podczas I wojny światowej miejscowość została poważnie zniszczona w 1914 roku. Boje o Felsztyn w roku 1918 opisane zostały przez Stanisława Maczka w jego pamiętnikach.
W okresie międzywojennym znajdował się w województwie lwowskim, powiecie starosamborskim. Burmistrzami byli Marcin Korcz i Jan Kucharski. W roku 1921 miasteczko liczyło około 1195 mieszkańców z czego 534 Żydów. W mieście funkcjonowała straż ogniowa, stowarzyszenia kupców katolickich, oraz kasy kredytowe. Targi miejskie odbywały się w każdy wtorek.
1 kwietnia 1928 do Felsztyna włączono Posadę Felsztyńską.
W latach 1939–1941 okupacja radziecka. W latach 1941–1944 okupacja niemiecka. W lipcu 1941 r., po agresji Niemiec na ZSRR doszło do pogromu ludności żydowskiej. W marcu 1942 r. Niemcy deportowali felsztyńskich Żydów do Sambora, a stamtąd w sierpniu 1942 r. do obozu zagłady w Bełżcu. 
W czasie okupacji niemieckiej mieszkająca tutaj polska rodzina Wójcików ukrywała Żydów. W 1985 roku Instytut Jad Waszem uhonorował za to Marię Wójcik i jej dzieci: Tadeusza Wójcika, Krystynę Lewandowską, Władysławę Piekart i Stanisławę Pochechę tytułami Sprawiedliwych wśród Narodów Świata.
W 1944 wieś została wcielona w struktury administracyjne Ukraińskiej SRR. Od 1991 w granicach Ukrainy.

## Ważniejsze obiekty i turystyka
- cmentarz żydowski
- kościół pw. św. Marcina Biskupa – obecnie cerkiew greckokatolicka obrządku bizantyjsko-ukraińskiego
- synagoga
- zamek

Przez Skeliwkę i okolice prowadzi Szlak śladami dobrego wojaka Szwejka.

## Osadnictwo
W okresie I Rzeczypospolitej istniało również drugie miasto założone przez Herburtów o tej samej nazwie Felsztyn (ob. Hwardijśke) ok. 20 km od miasta Chmielnicki (dawniej Płoskirów). Dalej na wschód nad samym Zbruczem położona była jedna z największych twierdz polskich, wybudowana przez Herburtów na początku XVI wieku w Kudryńcach.